# Grote Moskee van Diourbel
De Grote Moskee van Diourbel is een moskee in de stad Diourbel, in het westen van Senegal. De moskee werd tussen 1916 en 1918 gebouwd door Ahmadou Bamba.